# Darè
Darè település Olaszországban, Trento megyében.  Darè Montagne, Vigo Rendena és Villa Rendena községekkel határos.

## Népesség
A település népességének változása: